# M22M
El Movimiento del 22 de Marzo (en francés : Mouvement du 22 Mars), abreviado como M22M, es una asociación de sindicatos y asociaciones de estudiantes de la Universidad de Pau y Pays de l'Adour.
El movimiento nació en 2016 durante las elecciones estudiantiles en la Universidad de Pau y Pays de l'Adour, reuniendo a Solidaires étudiant-e-s, Med'Òc y Euskal Ikasleak.
Hoy, el M22M está formado por Solidaires étudiant-es, la CGT FERC Sup UPPA y del Med'Òc de Pau.

## Historia

### Creación
El Movimiento 22 de Marzo fue creado en 2016 durante las elecciones de la UPPA. Se llama así en honor a su homólogo de 1968, el Movimiento del 22 de marzo de 1968 .
El M22M, desde su creación, trata de reunir los matices sindicales de las luchas y asociaciones presentes en la UPPA, reuniendo luego un sindicato de estudiantes, Solidaires Étudiant-es, una asociación para la defensa de la cultura y la lengua occitana, el Med'Òc de Pau y una asociación para la defensa de la cultura y la lengua vascas, Euskal Ikasleak.
El M22M se centra entonces en la defensa de las culturas regionales (occitania y vasca).
Desde su creación, se convirtió en una organización representativa de los estudiantes dentro de la Universidad de Pau y el Pays de l'Adour con una puntuación de 37,8 % (1 puesto en CA).

### Desde 2016

#### En las elecciones y consejos de la Universidad
La organización se presenta en todas las elecciones a centrales y facultades de la Universidad.

##### A la junta directiva
| Año  | %     | Asientos | Rango |
| ---- | ----- | -------- | ----- |
| 2022 | 50.10 | 2/4      | 1     |
| 2020 | 57.99 | 3/4      | 1     |
| 2018 | 25.95 | 1/4      | 2     |
| 2016 | 37.80 | 2/4      | 1     |

## Identidad visual
Desde su creación, la M22M ha cambiado 2 veces de identidad visual